# خوزه رائول دلگادو
خوزه رائول دلگادو (انگلیسی: José Raúl Delgado؛ زادهٔ ۲۵ اوت ۱۹۶۰) بازیکن بیسبال اهل کوبا بود.